# New Athens (Illinois)
New Athens – wieś w Stanach Zjednoczonych, w stanie Illinois, w hrabstwie St. Clair.